# Spelaeoniscus coiffaiti
Spelaeoniscus coiffaiti is een pissebed uit de familie Spelaeoniscidae. De wetenschappelijke naam van de soort is voor het eerst geldig gepubliceerd in 1961 door Albert Vandel.